# 99.9
Pour plus de détails, voir Fiche technique et Distribution.
99.9 (99.9 La frecuencia del terror) est un film  espagnol réalisé par Agustí Villaronga et sorti en 1997

## Fiche technique
Sauf indication contraire, les informations mentionnées dans cette section peuvent être confirmées par la base de données cinématographiques IMDb,  présente dans la section « Liens externes ».
- Titre original :  99.9 La frecuencia del terror
- Titre international : 99.9
- Réalisation : Agustí Villaronga
- Scénario : Lourdes Iglesias ; Jesús Regueira
- Direction artistique :
- Costumes :
- Montage :
- Musique : Javier Navarrete
- Production :
- Sociétés de production :
- Société de distribution :
- Pays d'origine : Espagne
- Langue originale : espagnol
- Format :
- Genres : horreur ; thriller
- Durée :
- Date de sortie :
  - Espagne : octobre 1997 (Sitges Film Festival)[1]

## Distribution
- María Barranco : Lara
- Terele Pávez : Dolores
- Ruth Gabriel : Julia
- Simón Andreu : Simón
- Ángel de Andrés López : Lázaro